# Kanekonia pelta
Kanekonia pelta är en fiskart som beskrevs av Poss 1982. Kanekonia pelta ingår i släktet Kanekonia och familjen Aploactinidae. Inga underarter finns listade i Catalogue of Life.